# Robin Eubanks
Robin Eubanks est un tromboniste et compositeur américain de jazz.

## Biographie
Robin Eubanks est né dans une famille musicale, ses frères sont Kevin Eubanks et Duane Eubanks, tous deux musiciens de jazz reconnus et son oncle était le pianiste Ray Bryant. Il commence à apprendre le trombone à l’âge de huit ans puis rapidement la théorie musicale, l’harmonie, la composition et l’arrangement. Après avoir obtenu son diplôme de fin d’études à l’université des arts de Philadelphie, il déménage à New York pour commencer sa carrière de musicien et ses nombreuses collaborations. Il a notamment joué avec Art Blakey, Sun Ra, Elvin Jones, les Rolling Stones, Michael Brecker et bien d’autres encore. Il a en outre collaboré fréquemment avec le bassiste Dave Holland avec succès, dans son quintet mais aussi avec le big band qui remporta un grammy pour l’album What Goes Around. Robin Eubanks est l’un des trombonistes les plus importants de sa génération,.

## Discographie sélective
En solo
- Different Perspectives (1988)
- Dedications (1989)
- Karma (1990)
- Mental Images (1994)
- Wake Up Call (1997)
- 4:JJ/Slide/Curtis & Al (1998)
- Get 2 It  (2001)
- Live, Vol. 1 (2007)

Avec Dave Holland
- The Razor's Edge (1987)
- Points of View (1998)
- Prime Directive (2000)
- Not for Nothin' (2001)
- What Goes Around (2002)
- Extended Play: Live at Birdland (2003)
- Overtime (2005)
- Critical Mass (2006)
- Pass It On (2008)
- Pathways (2010)